# هانا یوری دانگو فینال: فیلم
هانا یوری دانگو فینال: فیلم (انگلیسی: Hana yori Dango Final: The Movie) یک فیلم ژاپنی محصول ۲۰۰۸ به کارگردانی یاسوهارو ایشی و با بازی مائو اینوئه و جون ماتسوموتو است.